# Eicomorpha
Eicomorpha é um gênero de traça pertencente à família Arctiidae.